# Morti nel 1090
| Questa pagina contiene informazioni ricavate automaticamente dalle voci biografiche con l'ausilio del template Bio e di un bot. L'aggiornamento è periodico e automatico e ricostruisce completamente la pagina. Se manca una persona in questa lista, sei pregato di non aggiungerla, ma accertati piuttosto che la sua voce biografica contenga il template Bio e che i dati anagrafici siano correttamente compilati. Se il template Bio manca, inseriscilo tu stesso o, in alternativa, metti l'avviso {{tmp\|Bio}} che ne segnala la mancanza. Se i dati riportati sono sbagliati, correggi direttamente la voce biografica; le modifiche saranno visibili in questa lista entro pochi giorni. Per chiarimenti vedi il progetto biografie. La lista contiene solo le 17 persone che sono citate nell'enciclopedia e per le quali è stato implementato correttamente il template Bio. Pagina aggiornata al 18 mag 2025. |

- 2 gennaio - Abdisho II ibn al-ʿArid, vescovo cristiano orientale siro
- 22 febbraio - Rüdiger Hutzmann, vescovo cattolico tedesco
- 22 marzo - García I di Galizia, re
- 16 aprile - Sichelgaita di Salerno, principessa longobarda (n. 1036)
- 4 maggio - Ermanno di Metz, vescovo cattolico francese
- 12 maggio - Liutpoldo di Carinzia, nobile tedesco
- 18 maggio - Bertoldo I di Svevia, nobile tedesco
- 3 luglio - Egberto II di Meißen, nobile tedesco
- 13 agosto - Costanza d'Inghilterra, duchessa francese
- 6 ottobre - Adalberone di Würzburg, vescovo, nobile e santo tedesco
- 8 dicembre - Roberto di Mortain, conte
- Adelaide di Rheinfelden, nobile tedesco
- Centullo V di Béarn, francese
- Guglielmo di Poitiers, religioso normanno
- Guo Xi, pittore cinese (n. 1020)
- Isacco di Pečers'k, monaco cristiano ucraino
- Rinaldo di Borgogna, nobile e abate franco (n. 1059)